# Parker (Dakota du Sud)
Pour les articles homonymes, voir Parker.
La ville de Parker est le siège du comté de Turner, situé dans le Dakota du Sud, aux États-Unis. Sa population était de 1 022 habitants au recensement de 2010. La municipalité s'étend sur 1,15 milles carrés (2,98 km2).
La ville est fondée par deux géomètres du Milawaukee Railroad, Kimball et Sanborn ; ils lui donnent alors le nom de Kimball City. En 1880, ils fondent un peu plus loin la ville d'Andover, mais puisqu'il existe déjà une Andover, cette ville est renommée Kimball. La ville prend donc le nom de Parker, en référence — selon les versions — au nom de jeune fille de la femme de Kimball ou à Kimball Parker, une autre personnalité de la compagnie de chemin de fer.

## Démographie
| 1880 | 1890 | 1900 | 1910  | 1920  | 1930  |
| ---- | ---- | ---- | ----- | ----- | ----- |
| 113  | 728  | 893  | 1 224 | 1 288 | 1 229 |

| 1940  | 1950  | 1960  | 1970  | 1980 | 1990 |
| ----- | ----- | ----- | ----- | ---- | ---- |
| 1 244 | 1 148 | 1 142 | 1 005 | 999  | 984  |

| 2000  | 2010  | - | - | - | - |
| ----- | ----- | - | - | - | - |
| 1 031 | 1 022 | - | - | - | - |